# Силвер-Лейк (Канзас)
Си́лвер-Лейк (англ. Silver Lake) — город в США, находящийся в округе Шони, штат Канзас, США. Население города, по данным переписи 2010 года, составило 1439 человек.

## История
Силвер-Лейк был основан в 1868 году, а весной 1971-го город получил официальный статус. Силвер-Лейк назвали в честь озера, на котором тот был расположен.
В 1928 году через город была проложена двухполосная дорога с твердым покрытием, которая впоследствии стала известной как автомагистраль-24.

## География
По данным Бюро переписи населения США, общая площадь города составляет 0,60 квадратной мили (1,55 км2), из которых 0,58 квадратной мили (1,50 км2) это земля и 0,02 квадратной мили (0,05 км2) это вода. 

## Персоналии
- Сюзанна Солтер — первая американская женщина-мэр, проживала в городе в детстве.